# Kenneth Riggberger
Kenneth Riggberger, född Nilsson den 15 december 1949, är en svensk före detta friidrottare (mångkamp), som tävlade för IK Sisu och KA 2 IF. Efter den aktiva karriären har Riggberger varit verksam som tränare.